# Postcodes in de Verenigde Staten

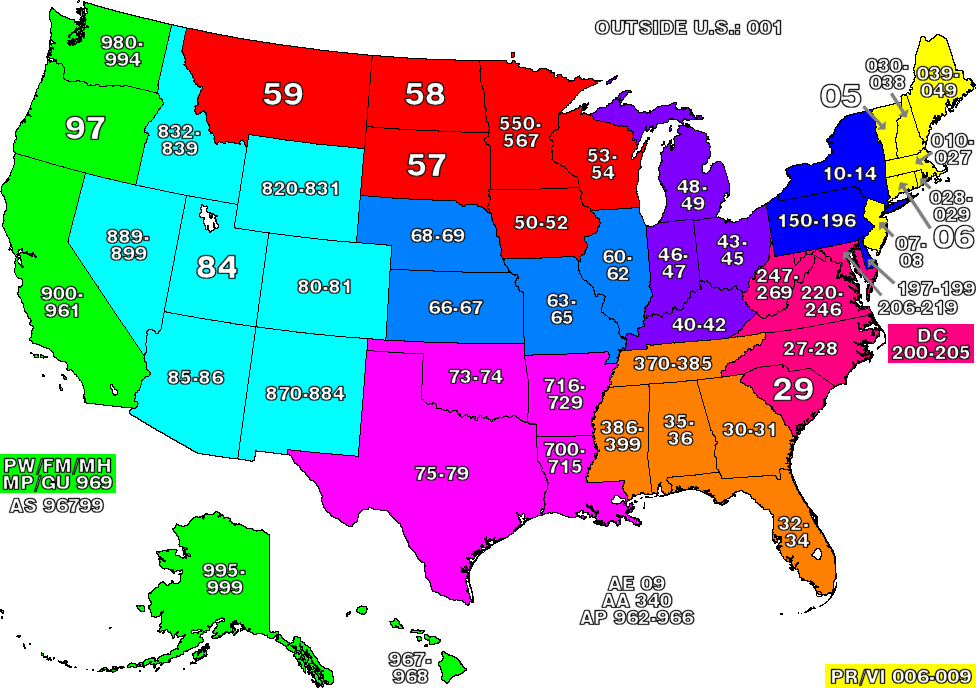
ZIP code gebieden in de Verenigde Staten

Postcodes in de Verenigde Staten zijn bekend onder de naam ZIP code, een afkorting voor Zone Improvement Plan. Postcodes in de Verenigde Staten bestaan uit vijf cijfers en werden ingevoerd in 1963. Deze vijf cijfers worden sinds 1983 gevolgd door een liggend streepje en vier extra cijfers, waarmee een verdere verfijning van de code werd bereikt tot op het niveau van huizenblokken.
Amerikaanse adressen volgen het volgende stramien:
```
naam
huisnummer straatnaam
plaats staat postcode
```

dus bijvoorbeeld:
```
Wikimedia Foundation Inc.
200 2nd Ave. South #358
St. Petersburg, FL 33701-4313
```

De ZIP codes zijn een nationaal systeem. De toevoeging van de staat in het bovenstaande voorbeeld is strikt genomen niet noodzakelijk.

## Regio's
De regio's met de laagste ZIP codes zijn in het noordoosten van de Verenigde Staten, de regio's met de hoogste ZIP codes zijn in Alaska. Ruwweg lopen de codes van oost naar west; dit geldt zelfs voor overzeese territoria en in het buitenland gelegerde strijdkrachten.
Hoofdindeling naar eerste cijfer:
- 0 = Connecticut (CT), Massachusetts (MA), Maine (ME), New Hampshire (NH), New Jersey (NJ), Puerto Rico (PR), Rhode Island (RI), Vermont (VT), Amerikaanse Maagdeneilanden (VI), strijdkrachten in Europa (AE)
- 1 = Delaware (DE), New York (NY), Pennsylvania (PA)
- 2 = District of Columbia (DC), Maryland (MD), North Carolina (NC), South Carolina (SC), Virginia (VA), West Virginia (WV)
- 3 = Alabama (AL), Florida (FL), Georgia (GA), Mississippi (MS), Tennessee (TN), strijdkrachten Amerikaans continent (AA)
- 4 = Indiana (IN), Kentucky (KY), Michigan (MI), Ohio (OH)
- 5 = Iowa (IA), Minnesota (MN), Montana (MT), North Dakota (ND), South Dakota (SD), Wisconsin (WI)
- 6 = Illinois (IL), Kansas (KS), Missouri (MO), Nebraska (NE)
- 7 = Arkansas (AR), Louisiana (LA), Oklahoma (OK), Texas (TX)
- 8 = Arizona (AZ), Colorado (CO), Idaho (ID), New Mexico (NM), Nevada (NV), Utah (UT), Wyoming (WY)
- 9 = Alaska (AK), Amerikaans-Samoa (AS), Californië (CA), Guam (GU), Hawaï (HI), Noordelijke Marianen (MP), Oregon (OR), Washington (WA), strijdkrachten in de Stille Oceaan (AP)